# Calliergon palustre
Calliergon palustre là một loài Rêu trong họ Amblystegiaceae. Loài này được (Huds. ex Brid.) Kindb. mô tả khoa học đầu tiên năm 1896.